# Casa memorială Constantin Brâncuși
Casa memorială Constantin Brâncuși este un muzeu județean care se află în localitatea sa natală, satul Hobița, din comuna Peștișani, județul Gorj. Este clasificată ca monument istoric, cu cod LMI GJ-IV-m-B-09494, sub denumirea de Casa-Muzeu „Constantin Brâncuși”.
Din pridvor se intră în cele trei încăperi ale casei: odaia de dormit, cunia și celarul. Cunia e bucătăria, locul unde era vatra cu corlată, unde se gătea mâncarea și unde se adunau la masă toți ai casei. Celarul e cămara și e singura încăpere care nu are tavanul drept. De aici se poate urca în pod.
Casa este compusă din două odăi (vatră, sobă) și o cămară (celar). Îmbinările bârnelor sunt ascunse sub undrelele (stenapi) decorate pe motivul „frânghiei” și al „dintelui de lup”. În torsadă sunt sculptați stâlpii prispei, fie pe toată înălțimea fie în două registre separate prin inele în zigzag. Ușa cămării reprezintă un tip tradițional, nu numai pentru sudul munților, dar și pentru sate transilvănene.
Este monument de arhitectură populară de la sfârșitul secolului al XIX-lea și a fost restaurată în 1971, la înființarea muzeului. Colecția muzeului cuprinde fotografii, albume, documente, cărți, scrisori care reflectă momente din viața și activitatea lui Constantin Brâncuși. Este prezentat mobilier original de interior țărănesc de la începutul secolului al XX-lea.

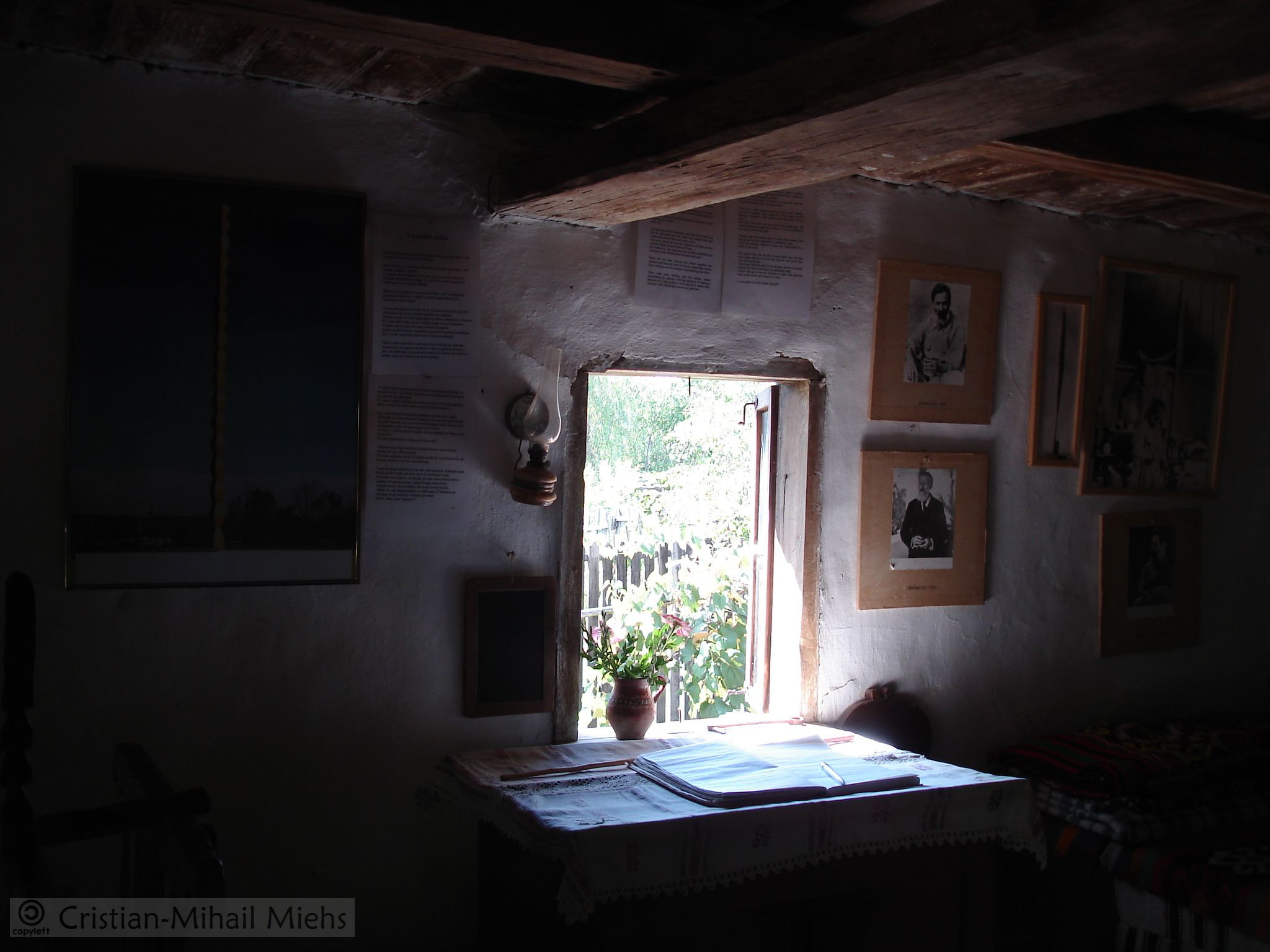
Fereastră

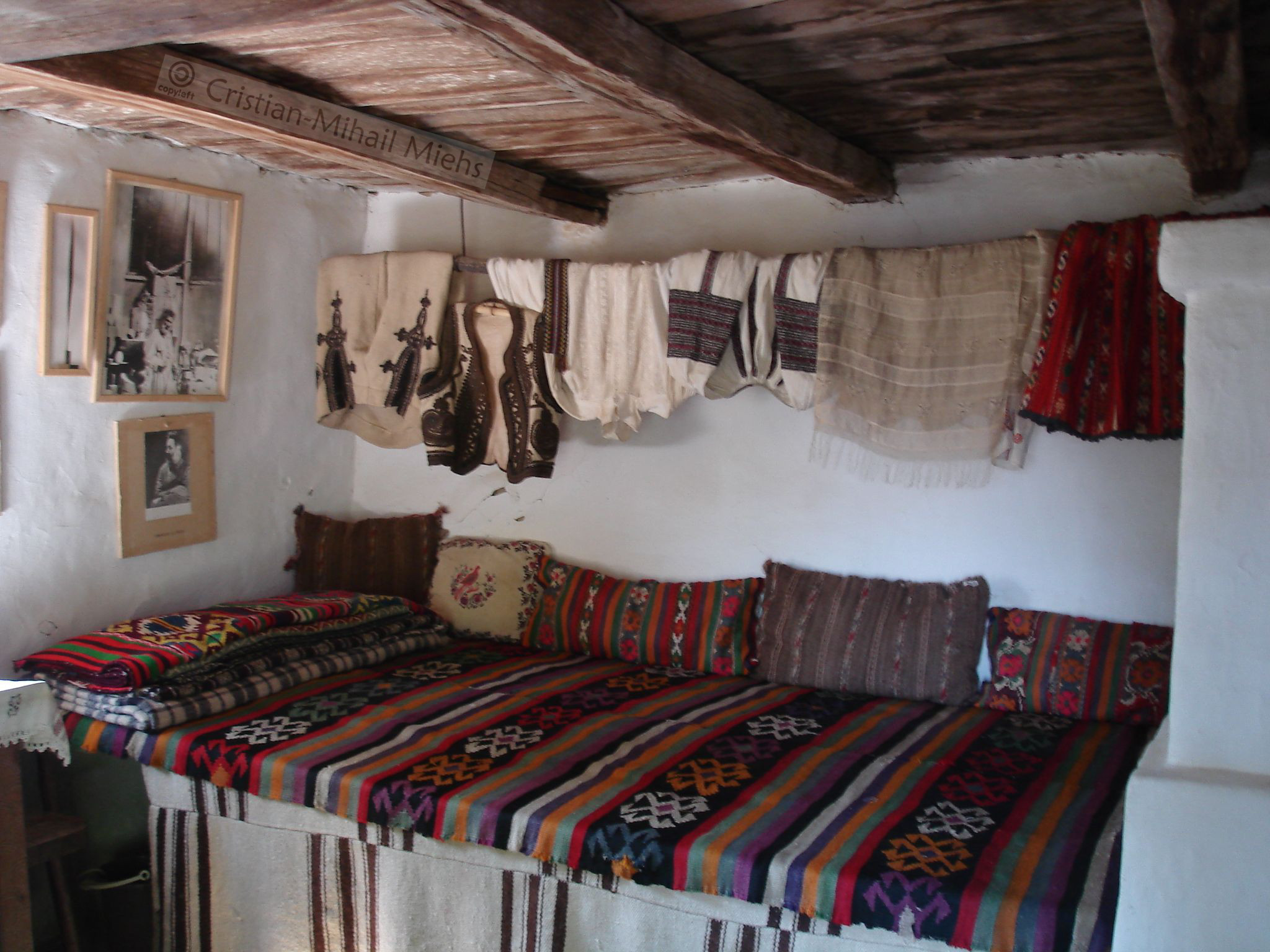
Patul

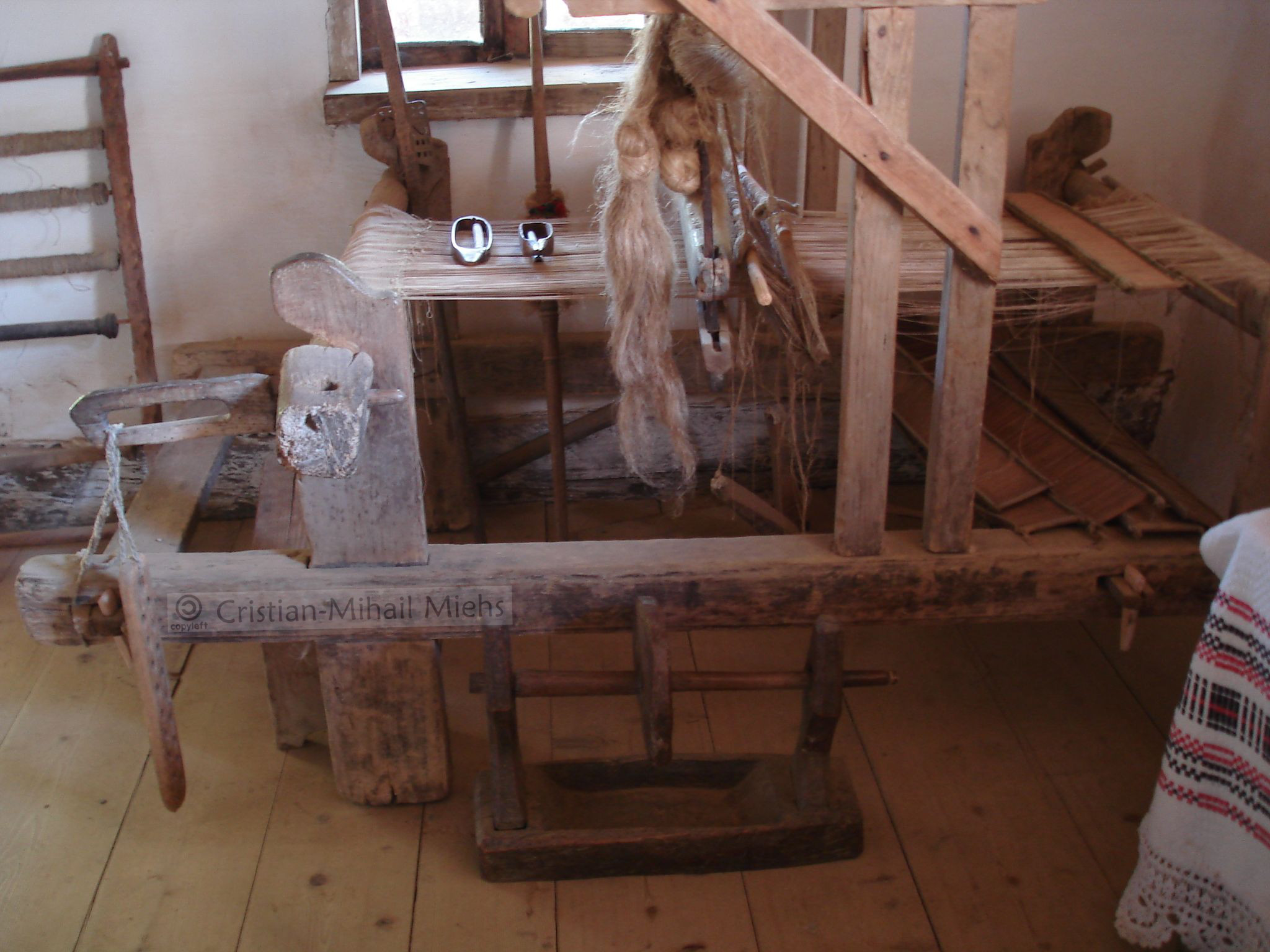
Război de țesut

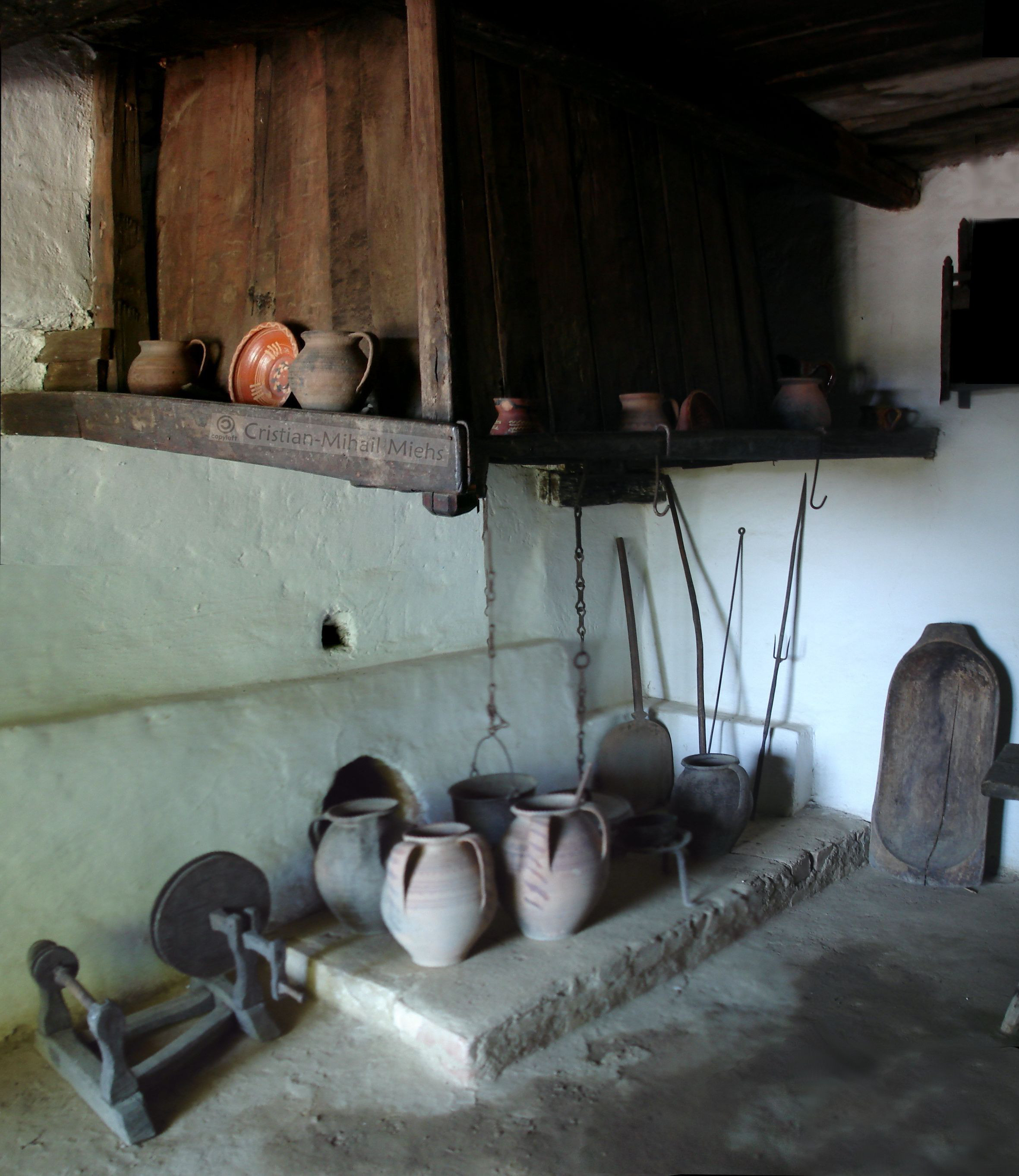
Vatra cu corlată

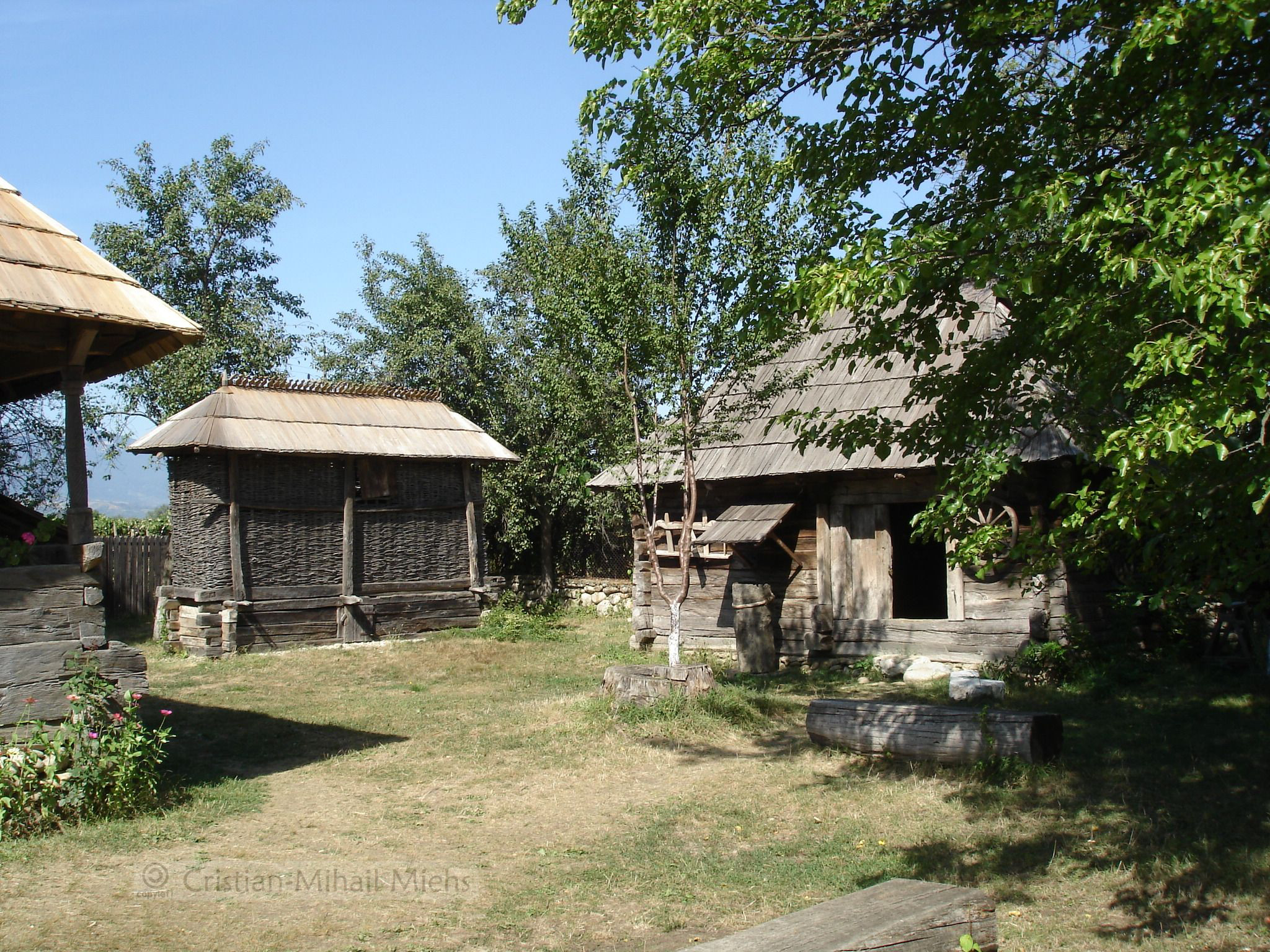
Clădiri anexă în curtea casei-muzeu Constantin Brâncuşi: un pătul şi o pivniţă

## Adevărata casă a lui Brâncuși
Casa memorială este amplasată pe terenul unde s-a născut și a copilărit sculptorul, dar nu este adevărata casă în care s-a născut Brâncuși. Aceasta se află la circa 100 de metri mai jos de casa memorială.
La moartea lui Radu Nicolae Brâncuși (1833-1885), tatăl sculptorului, conform dreptului cutumiar, casa ar fi trebuit să fie moștenită de fiul său cel mic, Dumitru, însă, în casă rămân soția sa, Maria (1851-1919) și fiica cea mică, Eufrosina (1884-1948), căsătorită cu Gheorghe Brânzan. După moartea mamei sculptorului, moștenitorii, printre care și sculptorul, au făcut împărțirea averii părintești. Pentru aceasta, rudele au pus într-o căciulă bilețele cu toată averea familiei părinților sculptorului, Nicolae și Maria Brâncuși. La tragerea din căciulă, lui Constantin Brâncuși i-a revenit terenul, unde acum se află amplasată casa memorială, iar adevărata casă în care s-a născut sculptorul i-a revenit surorii sale, Frâsina, care și-a luat casa și a mutat-o pe un alt teren la 100 de metri distanță.
Istoricul și criticul de artă Vasile Georgescu Paleolog scria următoarele în 1967:
Mai târziu, după moartea lui Nicolae-Radu, când se făcu și împărțeala averii lui, casa nu căzu pe lotul celui care râvnea la el, ci cumpărând-o Fârsina Brânzan, sora lui Brâncuși, de la ceilalți frați, după desfacerea ei bârnă cu bârnă, ușor cu ușor și prag cu prag, a rostuit-o din nou în îmbucăturile ei dintâi, puțin mai la sud, așa cum se întâmplă uneori la țară, la munte, și azi. [...] Se deosebește de cea durată de Radu prin aspectul ei exterior: bârnele, blanele, toate de gorun, au fost încercuite și acoperite cu tencuială în var, dar timpul a năruit ici și colo, mai ales la miazănoapte, fragila tencuială, lăsând să se vadă bârnele dintâi.

## Muzeul
În 1967, autoritățile Regiunii Oltenia, din Craiova, pe baza deciziilor unei comisii din care a făcut parte și V. G. Paleolog, au elaborat proiectul de organizare a casei Brâncuși de la Hobița. La 16 februarie 1968 a intrat în vigoare legea reorganizări teritorial-administrative a României, regiunile fiind împărțite în județe, așa că problemele legate de casa Brâncuși au fost transferate județului Gorj. 
La 19 mai 1970 Consiliul Popular Județean Gorj, prin Comitetul Executiv, a emis Decizia numărul 179 al cărui prim articol avea următorul cuprins:
Pentru cinstirea memoriei marelui sculptor Constantin Brâncuși, se va organiza cu sprijinul C. S. C. A. pe locul fostei case natale o construcție – gospodărie, tipică zonei și linii generale apropiată ca stil casei Brâncuși, care va cuprinde casa de locuit și dependințele – pivniță, pătul, fîntînă cu cumpănă, împrejmuire etc. – precum și obiectele de interior – constituindu-se ca filială a Muzeului județean Gorj. În acest scop, pînă la 15 iulie 1970, Comitetul județean pentru cultură și artă va depista și achiziționa o casă din satul Hobița, contemporană și apropiată ca stil casei natală a lui Brâncuși, precum și dependințele, care vor fi mutate și reconstruite în curtea casei părintești, pe locul casei vechi.
Elena Udriște devenită muzeograf și apoi, directoare a Muzeului județean Gorj, a înființat în noiembrie 1971 secția Casa Muzeu Constantin Brâncuși la Hobița. A fost cumpărată casa lui Calistrat Z. Blendea, poreclit Calistroi, și a fost amplasată pe terenul gol ce-i aparținuse sculptorului.
În anexa la autorizația nr 333 din 14 mai, emisă de Consiliul Popular Județean Gorj prin Secția Sistematizare Arhitectură și Control, prin care se dispunea „executarea lucrărilor de amenajare a casei memoriale Constantin Brîncuși” din localitatea Hobița, era inserat memoriul justificativ cu următorul conținut:
În vederea amenajării locului unde s-a născut Constantin Brîncuși, sculptor cu renume mondial, în comuna Peștișani, satul său natal Hobița, Comitetul pentru cultură și artă al județului Gorj a achiziționat una casă de lemn de la locuitorul Calistrat Blendea din acest sat. Această casă construită din lemn de stejar cu însușiri arhitectonice specifice regiunii, executată de meșteșugarii iscusiți, cu crestături la stîlpi și uși, care prezintă asemănări foarte apropiate cu casa părintească a marelui artist așa după cum spun băștinași. Casa urmează a se demola, transporta la locul respectiv și reconstrui, păstrându-se în totalitate forma și aspectul ei original.

## Situația actuală
După Revoluția din 1989, în anul 2002, sculptorul Florin Codre a vrut să cumpere casa adevărată, pe care a vrut să o strămute la București, unde să o restaureze, însă a fost împiedicat atât de autoritățile din Peștișani, cât și de autoritățile județene.
Florin Codre a venit la Hobița și l-a convins pe Nicolae Gogoiu, strănepotul lui Brâncuși, să-i vândă bârnele care mai rămăseseră din casa părintească a sculptorului contra sumei de cinci milioane lei și un cal. Autoritățile locale din Peștișani au solicitat în instanță anularea convenției de vânzare-cumpărare incheiate între cei doi și stoparea ridicării materialelor din casa de la Hobița. Cu toate acestea, Florin Codre a venit pe timp de noapte să-și ridice bunurile. El a vrut să fure acoperișul pe care îl dăduse jos de pe casă, pentru a-l putea transporta. În urma acestui gest, lui Codre i s-a întocmit un dosar penal, care s-a finalizat cu neînceperea urmăririi penale.
În prezent, casa „adevărată” e în ruină. Acoperișul a fost luat de cei de la Primărie, care l-au depozitat într-o magazie a Grupului școlar Peștișani, ca să nu dispară. Pentru că nu există acte de proprietate și pentru că este clasificată ca monument istoric (cu cod LMI GJ-IV-m-B-09493, sub denumirea de Casa "Constantin Brâncuși"), asupra ei nu se poate interveni decât cu avizul Ministerului Culturii. Ar exista varianta să fie demolată, expertizată și elementele care sunt considerate originale să fie mutate în curtea casei memoriale și prezentate ca elemente din casa părintească a lui Brâncuși. Deoarece casa este declarată monument istoric, ar exista și varianta să fie răscumpărată și să se spună că este adevărata casă a lui Brâncuși. Din cauză că au fost lăsate sub cerut liber, bârnele sunt putrezite și sunt șanse mici să mai fie salvate.

## Poziția oficială
La întrebarea formulată de deputatul Marius Dugulescu, înregistrată la Departamentul pentru Relația cu Parlamentul cu nr. 4368/2011, ministrul culturii și patrimoniului național, Hunor Kelemen, a dat un răspuns scris, în care prezenta astfel situația:
Referitor la întrebarea dumneavoastră nr. 6592A/2011, prin care solicitați comunicarea măsurilor ce vor fi întreprinse de Ministerul Culturii și Patrimoniului Național cu privire la situația casei părintești a sculptorului român Constantin Brâncuși, vă comunicăm următoarele:
După cum se cunoaște, actuala „Casă memorială Constantin Brâncuși”, din satul Hobița, comuna Peștișani, jud. Gorj, înscrisă în Lista Monumentelor Istorice din 2004, actualizată în anul 2010, cu această denumire, cu codul GJ-IV-m-B-09494, nu este de fapt casa originară a familiei Brâncuși, ci casa lui Calistrat Blendea din același sat. Această casă, reprezentativă pentru arhitectura locală, a fost aleasă și strămutată în curtea familiei Brâncuși, în anii 1970, pentru amenajarea muzeului memorial.
Casa părintească a lui Constantin Brâncuși, așa cum relatează diverși autori, nu mai există încă din anul 1919. Casa a fost moștenită de sora sculptorului, Eufrosina Brâncuși, devenită Brânzan, care a demolat-o, utilizând ,,bârnele”, adică grinzile groase de lemn ale structurii, la noua casă pe care și-a construit-o după căsătorie, pe alt amplasament din sat, la circa 70,00 m distanță de curtea părintească.
Ultimul deținător al casei Eufrosinei, nepotul acesteia, Nicolae Gogoiu, care utiliza casa ca magazie, a vândut „materialul lemnos”, adică elementele casei originare, sculptorului Florin Codre, printr-o convenție notarială, în anul 2000. Intenția sculptorului a fost aceea de a înființa un centru cultural și o tabără de creație „Constantin Brâncuși”, la marginea localității, cu punerea în valoare a elementelor originare ale casei. În acest scop, au fost demarate lucrările de dezasamblare a casei, prin scoaterea acoperișului și depozitarea grinzilor în curte.
Lucrările au fost sistate, prin intervenția prefecturii județului Gorj și autorităților publice locale, la sesizarea Fundației Constantin Brâncuși. Tranzacția imobiliară a fost contestată și de descendenții familiei sculptorului, pe motiv că Nicolae Gogoiu nu deținea un act de proprietate asupra imobilului, aceștia revendicând la rândul lor proprietatea asupra imobilului.
Ministerul Culturii și Patrimoniului Național a declanșat procedura de clasare de urgență a casei, pentru asigurarea protecției vestigiilor. Casa Eufrosinei a fost clasată în Lista Monumentelor Istorice din 2004, actualizată în anul 2010, cu denumirea „Casa Constantin Brâncuși”, din satul Hobița, comuna Peștișani, jud. Gorj, cod: GJ-IV-m-B-09493. Prin condițiile avizului de clasare nr. 528-E/11.12.2001, acordat de Comisia Națională a Monumentelor Istorice și prin adresele sale ulterioare, Ministerul Culturii și Patrimoniului Național a solicitat Prefecturii Județului Gorj și instituțiilor abilitate ale administrației publice locale - Consiliul Județean Gorj și Consiliul Local Peștișani - luarea măsurilor necesare pentru conservarea, restaurarea și punerea în valoare a casei.
În acest sens, s-a solicitat întocmirea și transmiterea la Ministerul Culturii și Patrimoniului Național, în prima fază, a proiectului faza Intervenții de Urgență (IU) - acoperire provizorie, în vederea protejării monumentului istoric și ulterior, a proiectului de conservare - restaurare, punere în valoare a monumentului istoric, precum și reglementarea situației sale juridice.
Până în prezent, nu s-a răspuns la nici una din aceste solicitări, starea fizică a monumentului istoric a rămas aceeași ca în anul 2001, iar situația juridică nu a fost nici până în prezent reglementată în instanță de către membrii familiei sculptorului.

## Note

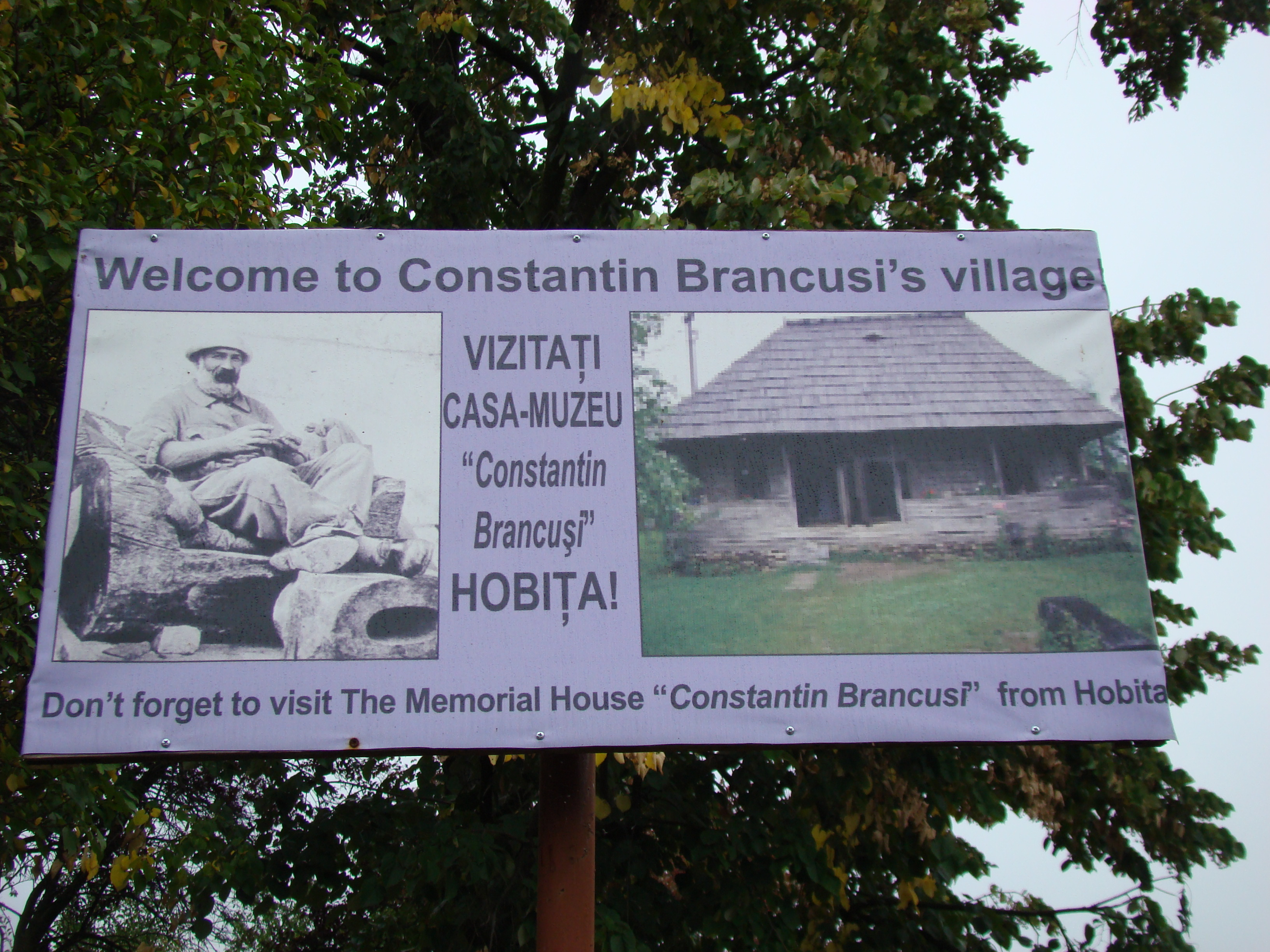
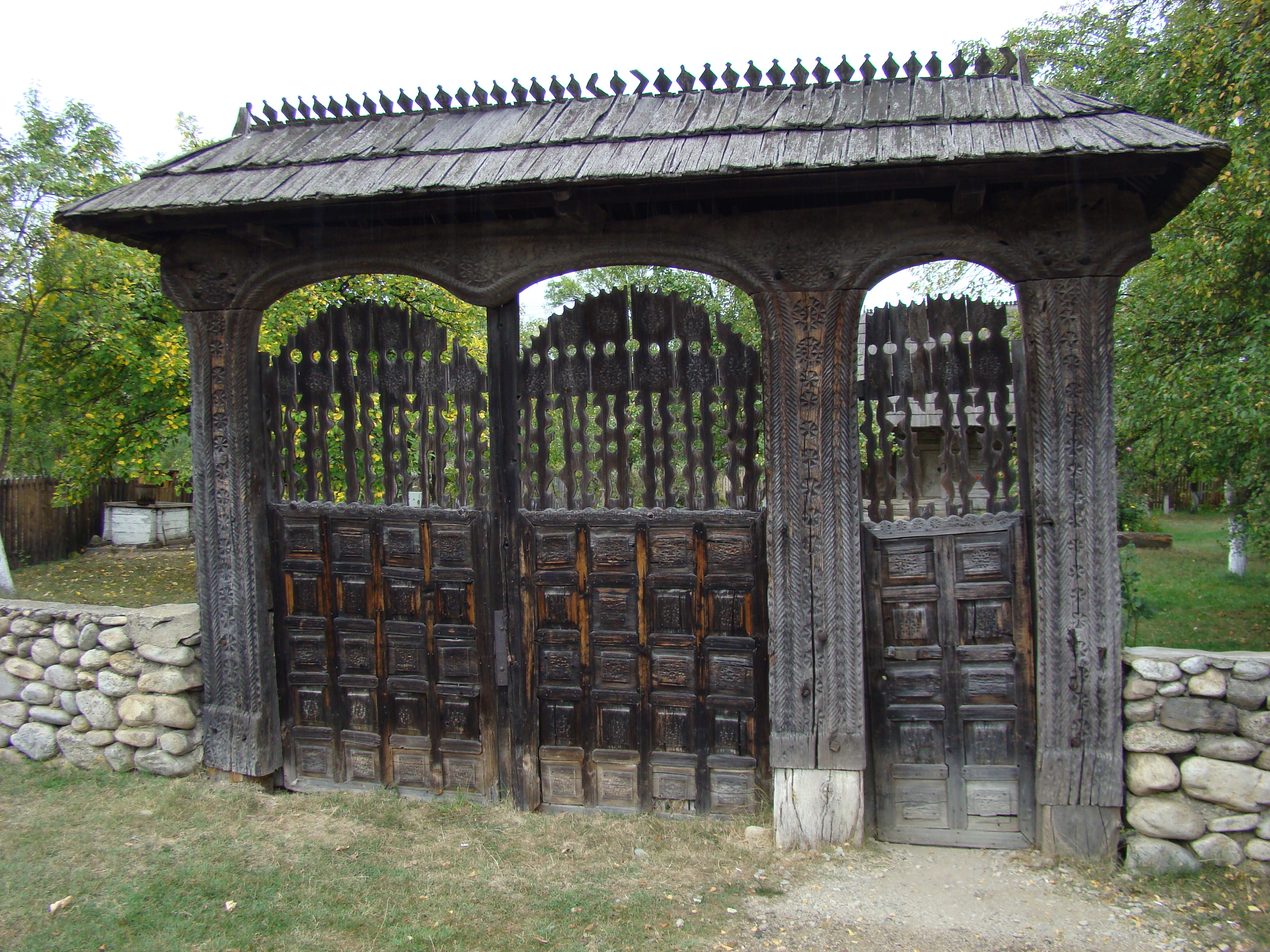
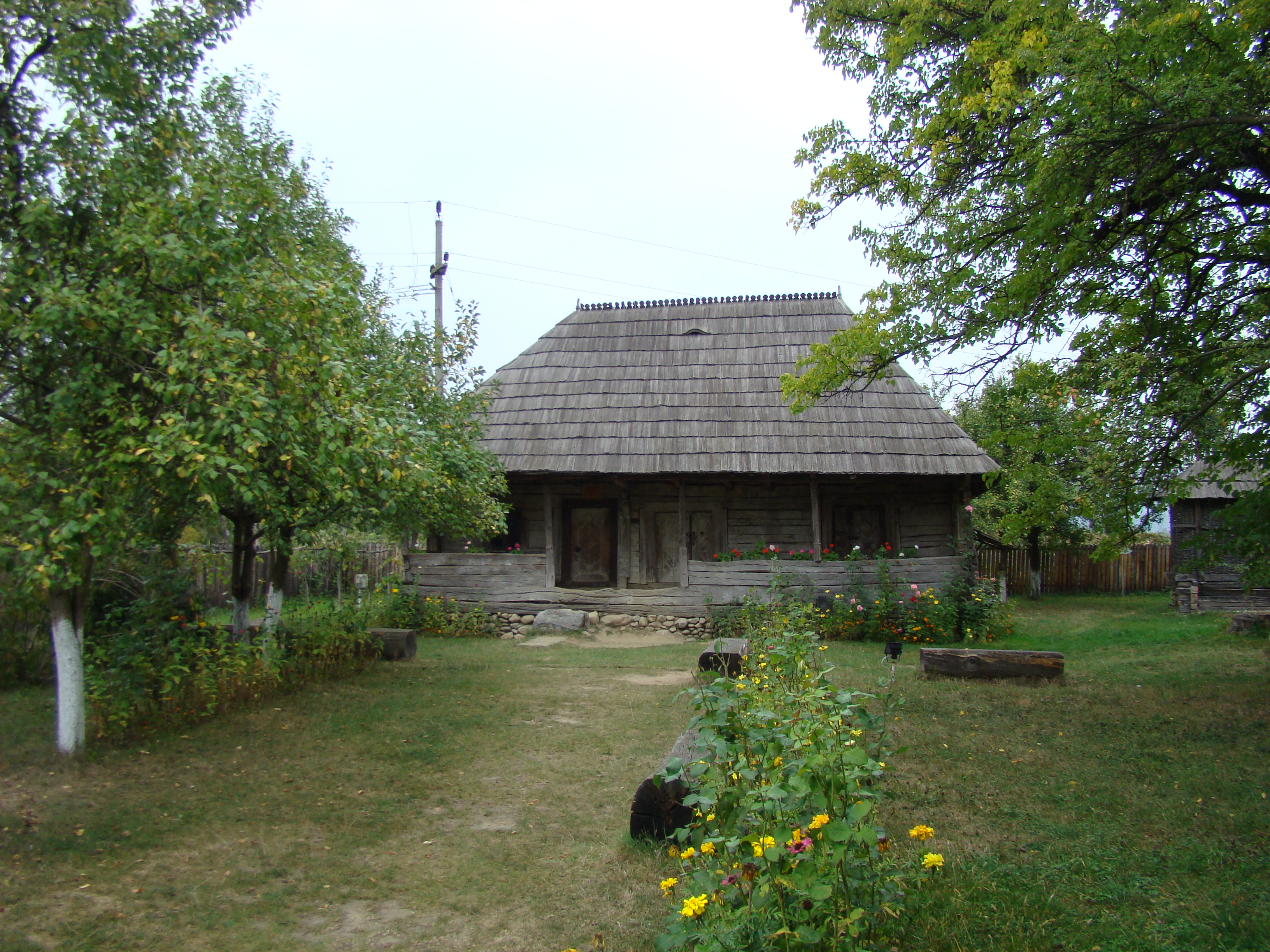
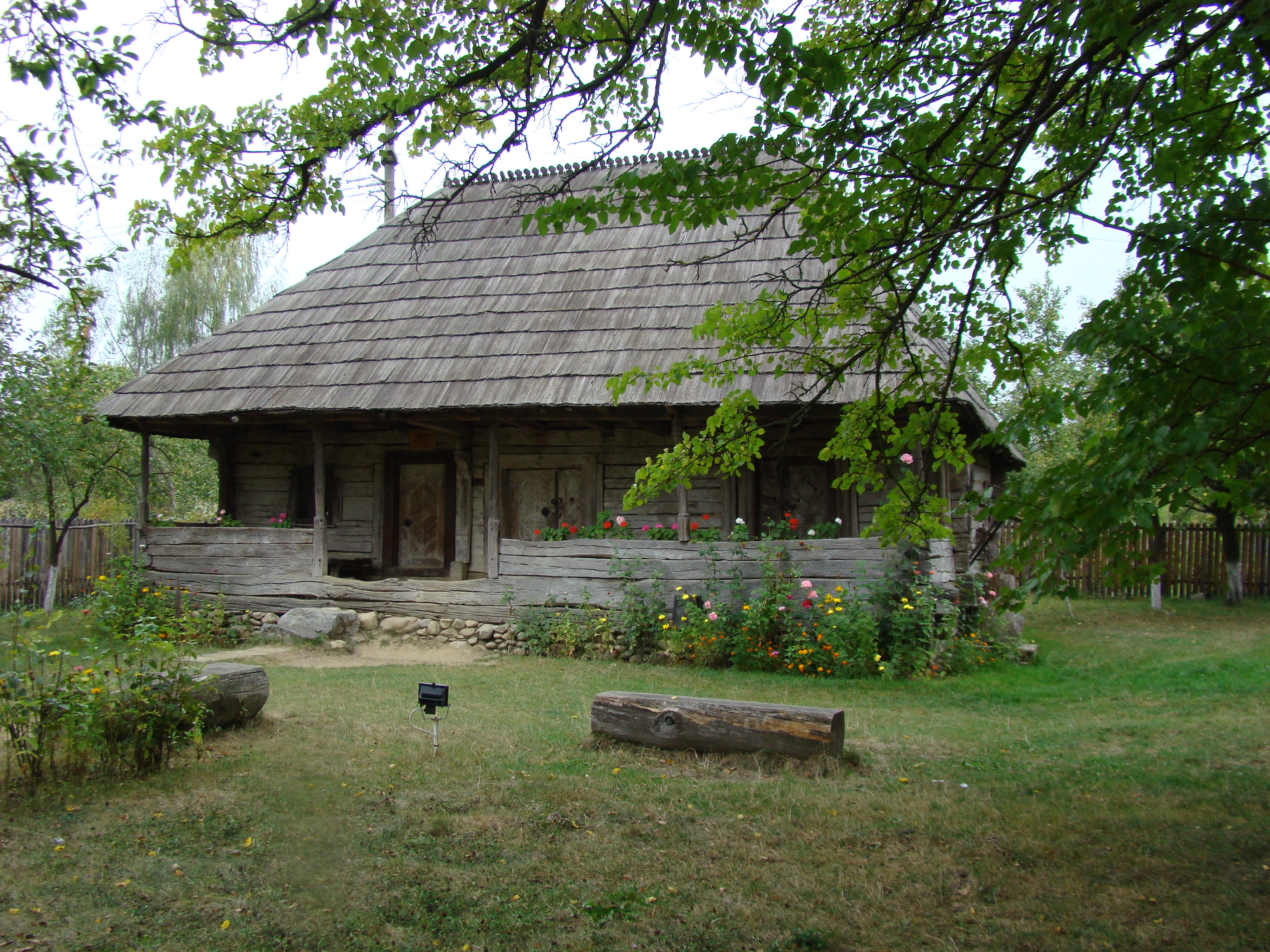
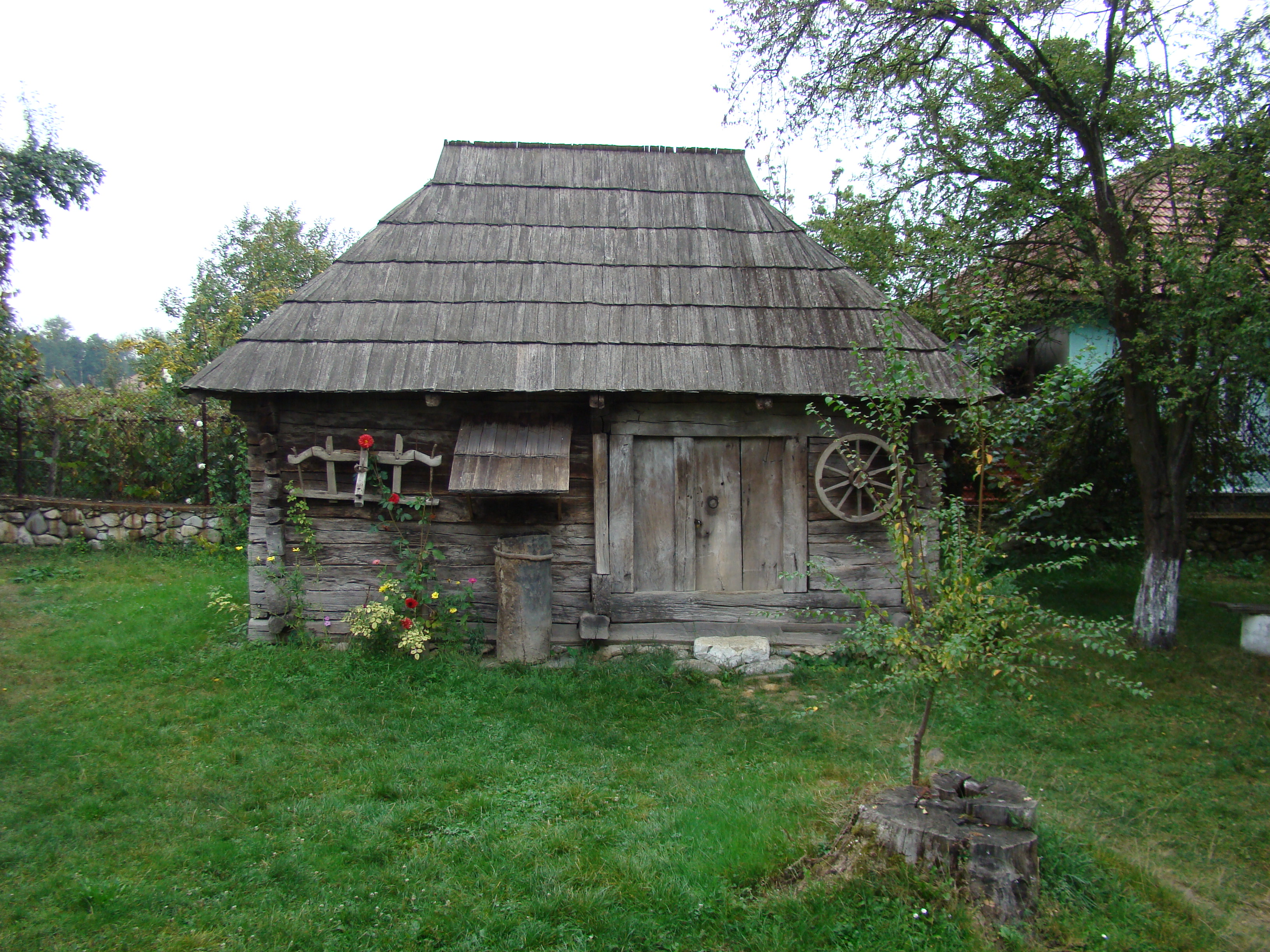